# کیکله
کیکله، روستایی از توابع بخش زند شهرستان ملایر در استان همدان ایران است.هر ساله در روز عاشورا مراسم تعزیه خوانی توسط برادران بختیاری و محمدرضی برگزار می گردد.

## جمعیت
این روستا در دهستان کمازان سفلی قرار دارد و براساس سرشماری مرکز آمار ایران در سال ۱۳۹۵، جمعیت آن ۱۱۵نفر (۳۸خانوار) بوده‌است.
این روستا دارای باغات انگور و گردو و بادام است. کار اصلی مردم روستا کشاورزی و دام پروری است.